# عفريت الضلال (قصة قصيرة)
«عفريت الضلال» هي قصة قصيرة ألفها الكاتب والناقد الأمريكي إدغار ألان بو الذي عاش في القرن التاسع عشر. تبدأ على هيئة مقالة، وتناقش رغبات التدمير الذاتي لدى الراوي متجسدةً بالرمز المجازي «عفريت الضلال». يصف الراوي تلك الروح بأنها وسيط يغري الفرد ليفعل أشياء «لأننا نشعر بأن علينا ألا نفعلها وحسب».

## ملخص الحبكة
يشرح الراوي نظريته حول «عفريت الضلال»، الذي بحسب اعتقاده يحث الناس على اقتراف أفعال ضد رغباتهم .قُدم هذا النقاش الشبيه بالمقالة بموضوعية، رغم أن الراوي يقر بأنه «واحد من ضحايا عفريت الضلال الذين لا يُحصَون». يوضح لاحقًا أن إدانته بجرم القتل ماهي إلا نتيجة لذلك.
يبدأ الراوي قصته بشرح أحداث قتله رجلًا باستخدام شمعة تنفث بخارًا سامًا: كانت الضحية تستمتع بالقراءة قبل النوم في سريرها، واستخدمت الشمعة للإنارة فماتت في غرفتها سيئة التهوية. لم تكن هناك أدلة، ما دفع قاضي التحقيق إلى الاعتقاد أن موت الرجل كان من «عمل الرب». يرث الراوي تركة الرجل ويستمتع بثمرات فعلته الإجرامية عالمًا أنه لن يُقبَض عليه أبدًا.
ظل الراوي بعيدًا عن الشبهة، لكنه طمأن نفسه في أحيان كثيرة هامسًا «أنا في مأمن». لاحظ في أحد الأيام أنه سيبقى في مأمن فقط إن لم يكن غبيًا بما يكفي ليعترف بفعلته. باعتقاده هذا، أخذ يستجوب قدرته على الاعتراف، وشعر بقوة كبيرة مفاجئة تحثه على الاعتراف بجريمة القتل. فانطلق يعدو في الشوارع فزعًا وأثار الشبهة حوله، وعندما توقف أحس «بشيطان خفي» قد مسه، وأقر بسرّه «بإعلان جهور»، ولكن بسرعة مخافةً أن تُقاطع أقواله. حوكم على الفور، وأُدين بجرم القتل، وحُكم عليه بالموت شنقًا.

## التحليل
تبدأ «عفريت الضلال» على هيئة مقالة أكثر من كونها عملًا خياليًا، بصيغة استخدمها بو سابقًا في «الدفن قبل الأوان». ولذلك، فهي تتمحور حول النظرية أكثر منها حول الحبكة. وصف بو هذه النظرية:
نحن نقف على حافة هاوية. نحدق بالهاوية؛ فيتعاظم سقمنا ودوارنا. دافعنا الأول هو الابتعاد عن الخطر ولأسباب مجهولة نبقى... ما هي إلا فكرة، لكنها مرعبة وتجعل عظامك تقشعر من ضراوة المتعة الكامنة في رعبها. إنها مجرد فكرة حول ماهية أحاسيسنا خلال الاندفاعة الغامرة لسقوطنا من ذاك الشاهق... ولهذا السبب تحديدًا، نرغب الآن في ذلك بجلاء.
ينظّر العمل بأن جميع الناس ذوو ميول مدمرة للذات بمن فيهم الراوي. لم يُلهَم اعتراف الراوي النهائي بأنه قاتل من أي شعور بالذنب، إنما من رغبة عارمة بنشر أفعاله على الملأ على الرغم من معرفة عواقب ذلك.